# Kristijan Bistrović
Kristijan Bistrović (Koprivnica, 9 de abril de 1998) é um futebolista croata que atua como meio-campista. Atualmente joga pelo CSKA Moscou.

## Carreira

### Slaven Belupo
Kristijan Bistrović se profissionalizou no NK Slaven Belupo, em 2014.

### CSKA Moscou
Kristijan Bistrović se transferiu no PFC CSKA Moscovo, em 2018. 

## Títulos
CSKA Moscou
- Supercopa da Rússia: 2018[2]